# One-Trick Pony
One-Trick Pony è un album discografico di Paul Simon, pubblicato dalla Warner Bros. Records nel 1980, colonna sonora dell'omonimo film diretto da Robert M. Young e interpretato dallo stesso artista.

## Tracce
Tutti i brani composti da Paul Simon.
Lato A
1. Late in the Evening – 4:02
2. That's Why God Made the Movies – 3:38
3. One-Trick Pony – 3:54
4. How the Heart Approaches What it Yearns – 2:49
5. Oh, Marion – 4:00

Durata totale: 18:23
Lato B
1. Ace in the Hole – 5:43
2. Nobody – 3:33
3. Jonah – 3:30
4. God Bless the Absentee – 3:15
5. Long, Long Day – 3:48

Durata totale: 19:49
Edizione CD del 2004, pubblicato dalla Warner Bros. Records (R2 78902)
Tutti i brani composti da Paul Simon.
1. Late in the Evening – 4:02
2. That's Why God Made the Movies – 3:38
3. One-Trick Pony – 3:54
4. How the Heart Approaches What It Yearns – 2:49
5. Oh, Marion – 4:00
6. Ace in the Hole – 5:43
7. Nobody – 3:33
8. Jonah – 3:30
9. God Bless the Absentee – 3:15
10. Long, Long Day – 3:48
11. Soft Parachutes – 1:53 – Bonus Track - Unreleased Soundtrack Recording; Previously Unissued
12. All Because of You – 4:06 – Bonus Track - Outtake; Previously Unissued
13. Spiral Highway – 2:56 – Bonus Track - Unreleased Soundtrack Recording; Previously Unissued
14. Standed in a Limousine – 3:10 – Bonus Track - From Greatest Hits; Columbia #35032; 11/77

Durata totale: 50:17

## Musicisti
Late in the Evening
- Paul Simon - voce, accompagnamento vocale
- Eric Gale - chitarra elettrica
- Hugh McCracken - chitarra acustica
- Tony Levin - basso
- Ralph MacDonald - percussioni
- Steve Gadd - batteria
- Dave Grusin - arrangiamento strumenti a fiato

That's Why God Made the Movies
- Paul Simon - voce, chitarra (nylon string)
- Hiram Bullock - chitarra elettrica
- Hugh McCracken - chitarra slide, chitarra acustica
- Richard Tee - pianoforte
- Don Grolnick - sintetizzatore
- Tony Levin - basso
- Steve Gadd - batteria
- Ralph MacDonald - percussioni

One-Trick Pony
- Paul Simon - voce, chitarra elettrica
- Eric Gale - chitarra elettrica solista
- Richard Tee - voce, pianoforte
- Tony Levin - basso
- Steve Gadd - batteria

How the Heart Approaches What It Yearns
- Paul Simon - voce, chitarra (nylon string)
- Eric Gale - chitarra elettrica, chitarra (nylon string)
- Richard Tee - pianoforte
- Tony Levin - basso
- Steve Gadd - batteria
- Paul Simon - arrangiamento strumenti a fiato, arrangiamento strumenti ad arco

Oh, Marion
- Paul Simon - voce, accompagnamento vocale
- Jeff Mironov - chitarra elettrica
- Richard Tee - pianoforte
- Jon Faddis - flicorno
- Anthony Jackson - basso
- Steve Gadd - batteria

Ace in the Hole
- Paul Simon - voce, chitarra elettrica, accompagnamento vocale
- Eric Gale - chitarra elettrica
- Richard Tee - voce, pianoforte, tamburello, accompagnamento vocale
- Tony Levin - basso, accompagnamento vocale
- Steve Gadd - batteria

Nobody
- Paul Simon - voce, accompagnamento vocale
- Eric Gale - chitarra elettrica
- Hugh McCracken - chitarra acustica
- Richard Tee - pianoforte
- Tony Levin - basso
- Steve Gadd - batteria

Jonah
- Paul Simon - voce, chitarra (nylon string), percussioni
- John Tropea - chitarra acustica
- Richard Tee - pianoforte
- Tony Levin - basso
- Steve Gadd - batteria
- Ralph MacDonald - percussioni
- Paul Simon - arrangiamento strumenti a fiato, arrangiamento strumenti ad arco

God Bless the Absentee
- Paul Simon - voce
- Hugh McCracken - chitarra acustica
- Eric Gale - chitarra elettrica
- Richard Tee - pianoforte
- Tony Levin - basso
- Steve Gadd - batteria
- Dave Grusin - arrangiamento strumenti a fiato, arrangiamento strumenti ad arco

Long, Long Day
- Paul Simon - voce, accompagnamento vocale
- Patti Austin - voce, accompagnamento vocale
- Hugh McCracken - chitarra acustica
- Joe Beck - chitarra elettrica
- Richard Tee - pianoforte
- Tony Levin - basso
- Steve Gadd - batteria
- Lani Grove - accompagnamento vocale
- Bob Friedman - arrangiamento strumenti a fiato, arrangiamento strumenti ad arco[1]